# Đội tuyển bóng đá bãi biển quốc gia Kazakhstan
Đội tuyển bóng đá bãi biển quốc gia Kazakhstan đại diện Kazakhstan ở các giải thi đấu bóng đá bãi biển quốc tế và được điều hành bởi Liên đoàn bóng đá Kazakhstan, cơ quan quản lý bóng đá ở Kazakhstan.

## Thành tích thi đấu

### Vòng loại giải vô địch bóng đá bãi biển thế giới khu vực châu Âu
| Thành tích Vòng loại giải vô địch bóng đá bãi biển thế giới | Thành tích Vòng loại giải vô địch bóng đá bãi biển thế giới | Thành tích Vòng loại giải vô địch bóng đá bãi biển thế giới | Thành tích Vòng loại giải vô địch bóng đá bãi biển thế giới | Thành tích Vòng loại giải vô địch bóng đá bãi biển thế giới | Thành tích Vòng loại giải vô địch bóng đá bãi biển thế giới | Thành tích Vòng loại giải vô địch bóng đá bãi biển thế giới | Thành tích Vòng loại giải vô địch bóng đá bãi biển thế giới | Thành tích Vòng loại giải vô địch bóng đá bãi biển thế giới | Thành tích Vòng loại giải vô địch bóng đá bãi biển thế giới | Thành tích Vòng loại giải vô địch bóng đá bãi biển thế giới |
| Năm                                                         | Vòng                                                        | St                                                          | W                                                           | WE                                                          | WP                                                          | B                                                           | BT                                                          | BB                                                          | HS                                                          | Đ                                                           |
| ----------------------------------------------------------- | ----------------------------------------------------------- | ----------------------------------------------------------- | ----------------------------------------------------------- | ----------------------------------------------------------- | ----------------------------------------------------------- | ----------------------------------------------------------- | ----------------------------------------------------------- | ----------------------------------------------------------- | ----------------------------------------------------------- | ----------------------------------------------------------- |
| 2008                                                        | Không tham dự                                               | -                                                           | -                                                           | -                                                           | -                                                           | -                                                           | -                                                           | -                                                           | -                                                           | -                                                           |
| 2009                                                        | Không tham dự                                               | -                                                           | -                                                           | -                                                           | -                                                           | -                                                           | -                                                           | -                                                           | -                                                           | -                                                           |
| 2011                                                        | Vòng bảng                                                   | 3                                                           | 0                                                           | 0                                                           | 0                                                           | 3                                                           | 5                                                           | 22                                                          | -17                                                         | 0                                                           |
| 2013                                                        | Không tham dự                                               | -                                                           | -                                                           | -                                                           | -                                                           | -                                                           | -                                                           | -                                                           | -                                                           | -                                                           |
| 2015                                                        | Không tham dự                                               | -                                                           | -                                                           | -                                                           | -                                                           | -                                                           | -                                                           | -                                                           | -                                                           | -                                                           |
| 2017                                                        | Vòng bảng                                                   | 3                                                           | 1                                                           | 0                                                           | 0                                                           | 2                                                           | 6                                                           | 11                                                          | -5                                                          | 3                                                           |
| Tổng cộng                                                   | 2/6                                                         | 6                                                           | 1                                                           | 0                                                           | 0                                                           | 5                                                           | 11                                                          | 33                                                          | -22                                                         | 3                                                           |

## Đội hình hiện tại
Chính xác tính đến tháng 7 năm 2010
Ghi chú: Quốc kỳ chỉ đội tuyển quốc gia được xác định rõ trong điều lệ tư cách FIFA. Các cầu thủ có thể giữ hơn một quốc tịch ngoài FIFA.
| Số | VT | Quốc gia | Cầu thủ             |
| -- | -- | -------- | ------------------- |
| 1  | TM |          | Yuri Novikov        |
| 2  | HV |          | Sergey Kuyatkouskiy |
| 3  | TĐ |          | Oleg Zarechnyy      |
| 4  | TĐ |          | Dmitriy Perevyortov |
| 5  | HV |          | Vitaliy Yaloutsev   |
| 6  | HV |          | Kanat Aldabergenov  |

| Số | VT | Quốc gia | Cầu thủ              |
| -- | -- | -------- | -------------------- |
| 7  | HV |          | Kairat Aldabergenov  |
| 8  | HV |          | Yesbol Iskakov       |
| 9  | TĐ |          | Bauryrzhan Alibayev  |
| 10 | TĐ |          | Beknazar Uvakbayev   |
| 11 | TĐ |          | Nurzman Abdakassilou |
| 12 | TM |          | Kanatbek Turkestanov |

## Thành tích
- Thành tích tốt nhất tại Vòng loại giải vô địch bóng đá bãi biển thế giới khu vực châu Âu: Vòng bảng
  - 2011